# 黃碧雲 (田徑運動員)
黃碧雲（1949年9月24日—）是臺灣女子田徑運動員，出身於彰化縣埤頭鄉，主攻短跑項目，曾代表國家參加1966年亞洲運動會、1970年亞洲運動會等賽事，獲得1966年亞洲運動會田徑女子4×100公尺接力銀牌、1970年亞洲運動會田徑女子4×100公尺接力銅牌，退役後於臺中市立臺中女子高級中等學校任教。